# 穆爾 (印第安納州)
穆爾（英語：Moore）是位於美國印地安納州迪卡爾布縣的一個非建制地區。該地的面積和人口皆未知。

## 地理
穆爾的座標為41°23′49″N 85°57′09″W / 41.39694°N 85.95250°W，而該地的平均海拔高度為268米（即879英尺）。